# Kurt Albrecht (Richter)
Kurt Albrecht (* 24. Dezember 1885 in Burg (bei Magdeburg); † 1. Februar 1962 in Stuttgart) war ein deutscher Jurist, Nationalsozialist und als Richter Präsident des fünften Senats am Volksgerichtshof in Berlin.

## Laufbahn
Albrecht studierte an der Ruprecht-Karls-Universität Heidelberg und promovierte zum Dr. jur. Seit 1906 war er Mitglied der Burschenschaft Allemannia Heidelberg. Er trat 1915 als Gerichtsassessor in den Justizdienst ein. Er wechselte 1927 zur Staatsanwaltschaft nach Frankfurt am Main, wurde dort 1932 zudem Beamtenbeisitzer des höheren Dienstes bei der Beamtenstrafkammer und Anfang August 1933 Landgerichtsdirektor. 1936 wechselte er an den Volksgerichtshof und wurde dort Senatspräsident. Seine Vorgesetzten waren Otto Georg Thierack und Roland Freisler. An den Volksgerichtshof wurden nur ausgewählte Nationalsozialisten berufen, von denen eine unvoreingenommene „Rechtsfindung“ nicht zu erwarten war, auch weil die Angeklagten oft durch die Folter der Geheime Staatspolizei gezeichnet waren.
Zum 1. Mai 1933 trat Kurt Albrecht der NSDAP bei (Mitgliedsnummer 2.655.431).

## Tätigkeit am Volksgerichtshof
Albrecht war Vorsitzender Richter beim Volksgerichtshofverfahren mit den Todesurteilen gegen die Mitglieder der Widerstandsgruppe rund um Heinrich Maier, Walter Caldonazzi und Franz Josef Messner. In diesem Verfahren wird im Urteil hinsichtlich der Einwendungen der Angeklagten zu ihrer Folterung festgehalten, dass gemäß glaubwürdigen Aussagen der Gestapo-Beamten gegen keinen Häftling irgendwelche wie immer gearteten ungesetzlichen Zwangsmittel zur Erzielung von Aussagen angewendet wurden. Im Verfahren gegen die christlich-monarchistischen Widerstandskämpfer Franz Schönfeld und Marie Schönfeld verhängte Albrecht gegen beide die Todesstrafe wegen Herstellung und Verbreitung von zahlreichen NS-feindlichen Flugschriften. Im diesbezüglichen erstaunlichen Urteil wird von Albrecht festgehalten, dass die Schönfelds als eifrige Kirchgänger bekannt sind, die Niederlage des Deutschen Reiches und die Wiederaufrichtung der Habsburger Monarchie herbeiwünschen, der Volksgemeinschaft in den Rücken gefallen sind, an Gehässigkeit kaum zu überbieten sind, Franz Schönfeld ein Psychopath sei und „für solche Menschen ist kein Platz in der deutschen Volksgemeinschaft. Sie haben sich für immer ehrlos gemacht und müssen aus ihr ausgemerzt werden.“ Im Verfahren gegen Marie Eckert, laut Urteil eine alte, schwer kranke und gebrechliche Frau, verfügte er 4 Jahre Zuchthaus im Wesentlichen wegen Besitz eines in der Brieftasche gefundenen selbstgeschriebenen Zettels mit dem Text „Wir wollen einen Kaiser von Gottesgnaden und keinen Blutmörder aus Berchtesgaden“.
Albrecht war ebenfalls Vorsitzender Richter im Verfahren gegen die Klosterschwester Maria Restituta Kafka, in dem diese wegen Vervielfältigung eines Soldatenliedes beziehungsweise Vorlesen dieses Liedes vor zwei anderen Klosterschwestern und einer Operationsgehilfin zum Tode verurteilt wurde. Während des Verhörs, bei dem die Klosterschwester vergeblich beteuerte, sie habe das Gedicht nicht als Hochverrat, sondern nur als harmlosen Scherz aufgefasst, verlangte Albrecht höhnisch: „Nun, Schwester, Sie sind ja musikalisch, singen Sie uns das Lied vor!“ Als sich die Klosterschwester weigerte, sprach er das Todesurteil aus. Im Verfahren gegen die Klosterschwester hat Albrecht ganz bewusst die Öffentlichkeit nicht ausgeschlossen, „um das hetzerische Treiben klerikaler Kreise öffentlich zu brandmarken“. Albrecht fällte auch die Todesurteile gegen die Widerstandskämpfer Rudolf Masl, Elfriede Hartmann und Friedrich Mastny. Am 11. August 1944 wurden von Albrecht die Widerstandskämpfer Anton Granig, Wenzel Primosch, Karl Krumpl, Franz Bernthaler, Angelus Steinwender, Capistran Pieller, Ernst Ortner und Georg Kofler zum Tode verurteilt. Über Pfarrer Granig vermerkte Albrecht: „Unter den Angeklagten macht Granig den denkbar übelsten Eindruck. Es dauerte lange, bis er sich dazu bequemte, die Wahrheit zu sagen.“ Als Granig einwarf: „Bitte, Herr Vorsitzender, sagen zu dürfen, dass ich ununterbrochen 17 Stunden hindurch auf einem Block stehend…“, worauf der Richter ihn unterbrach: „Schweigen Sie, in Ihnen steckt nicht ein Priester, sondern der Teufel.“
Albrecht wurde am 22. März 1950 von der Spruchkammer Württemberg-Hohenzollern als „minderbelastet“ entnazifiziert, als hilfreich erwies sich ein Persilschein des Strafverfolgers am VGH Edmund Stark.